# Notoxus
Genre
Notoxus est un genre d'insectes coléoptères de la famille des Anthicidae (ils ressemblent superficiellement à des fourmis).

## Espèces rencontrées en Europe
D'après Fauna Europaea (24 janv. 2015)
- Notoxus angustulus
- Notoxus binotatus
- Notoxus brachycerus
- Notoxus cavifrons
- Notoxus eurycerus
- Notoxus hirtus
- Notoxus lobicornis
- Notoxus lonai
- Notoxus mauritanicus
- Notoxus miles
- Notoxus monoceros
- Notoxus rubetorum
- Notoxus sareptanus
- Notoxus siculus
- Notoxus simulans
- Notoxus trifasciatus